# Alin Fică
Alin Răzvan Fică (n. 14 iunie 2001, Cluj-Napoca, România) este un fotbalist român, care joacă pe post de mijlocaș la CFR Cluj în SuperLiga României.